# Abel Resino
Abel Resino González (Velada, 2 februari 1960) is een Spaans voetbalcoach en voormalig keeper.

## Spelerscarrière
'Abel', zoals zijn bijnaam luidt, speelde voor CD Toledo, CD Ciempozuelos en Atlético Madrid. Voor het nationale team van Spanje is de keeper twee maal uitgekomen.
Resino bleef ooit 1275 minuten achter elkaar ongeslagen als keeper van Atlético Madrid. Luis Enrique was uiteindelijk degene die de reeks van 'Abel' een halt toeriep. Deze speelde in die tijd nog voor Sporting Gijón. Tot dit jaar was het record ook het Europese record, waarna Edwin van der Sar dit als keeper van Manchester United verbrak.

## Trainerscarrière
In 2005 startte Resino als trainer van Ciudad de Murcia in de Segunda División A. Later heeft hij ook nog de scepter gezwaaid bij Levante UD, waar hij na zijn ontslag op 7 oktober 2007 werd vervangen door Gianni De Biasi. Na een verblijf bij Atlético Madrid werd hij aangesteld bij Real Valladolid.

### Atlético Madrid
De tactiek van Resino wordt gezien als aanvallend. Hij is niet bang voor risico's en probeert met een defensie te spelen die ver van de goal af verdedigt. Dit heeft geleid tot een verbetering van de prestaties van Atlético de Madrid. Waar het team onder Javier Aguirre nog op een plaats stond die geen recht gaf op Europees voetbal, dwong Resino met de club plaatsing voor de Champions League af. In het daaropvolgende seizoen werd hij ontslagen.

### Granada
Resino werd in januari 2015 aangesteld als coach van Granada CF. Hier werd hij in mei van dat jaar weer ontslagen. Granada stond op dat moment negentiende in de Primera División, met nog vier speelronden te gaan.

## Erelijst

### Als speler
- Atlético de Madrid:

Copa del Rey 1991, 1992
Ricardo Zamora Trofee 1990-1991